# 水野浩二のアジアステーション
水野浩二のアジアステーション（みずのこうじのアジアステーション）は、日本各地のAMラジオ局で放送されている音楽情報番組である。スバルプランニング制作。

## 概要
- 1992年4月にHBCラジオで放送開始。パーソナリティの水野は『釜山港へ帰れ』『大田ブルース』を持ち歌として、韓国でも活動していた元歌手で[1]、現在はアジアの音楽市場マーケットで活動し各国に出張旅行しており、旅の土産話をオープニングトークでする。1曲放送した後はアジアの音楽事情を話しながら、2曲を流しエンディング。選曲される曲はK-POPを除きロック、ポップスの類は流れず歌謡曲、演歌（国内外問わず）、民族音楽が選ばれる。
- 2019年3月にHBCでの放送は終了し4月からは毎週1曲アジアの歌手が歌った日本の歌謡曲を紹介する5分番組となった。

## 出演者
- 水野浩二（スバルプランニング社長。ホームページに代表として掲載されている渡辺孝とは水野の本名）
- 高木ちえ美(2012年4月から)

過去のアシスタント
- ヤンチェン（2011年1月まで）

## 放送局・放送時間
- 岐阜放送ラジオ（岐阜放送） - 毎週土曜日 07:15 - 07:20

過去の放送局
- 栃木放送
- ラジオ日本
- 新潟放送（2012年4月1日まで放送）
- 京都放送（KBS京都）（2012年9月30日まで放送）
- 山陽放送
- HBCラジオ（2019年3月31日まで放送）